# Chegança dos Mouros
A Chegança de Mouros, que é a chegança propriamente dita, é uma manifestação da cultura popular inspirada na saga marítima portuguesa e nas lutas medievais travadas pelos europeus contra árabes, turcos e mouros. A dança se baseia na luta entre cristãos e mouros, com origem nas antigas tradições ibéricas e inspirado em romances que narravam aventuras marítimas de embarcações como a nau Catarineta.
No Brasil, recebe vários nomes diferentes a depender da região: Barca, Marujada, Fandango, Chegança de Marujos, Chegança de Mouros, Mourama ou simplesmente Chegança. Entre os personagens destacam-se no grupo dos cristãos o Piloto, o General, o Almirante, o Vice-almirante, o Mestre, o Contramestre, o Capitão-tenente, os Gajeiros, os Calafatinhos, o Padre e os Marinheiros. Já os mouros são representados pelo Rei, os Embaixadores, as princesas Floripes, Angélica e Dama de Ouro. Os cantos também compõem a apresentação acompanhada por pandeiros, caixas e apitos, além do trincar das espadas.
É uma manifestação cultural brasileira presente no Recôncavo baiano, especialmente em Saubara, e que conta as lutas entre os mouros e os portugueses no período da invasão dos muçulmanos na Península Ibérica.
Em Laranjeiras, cidade histórica do estado de Sergipe localizada às margens do Rio Cotinguiba, visando dar maior realismo à representação, os figurantes embarcam e navegam um pequeno trecho do rio, desembarcando em seguida para dar prosseguimento à encenação. Ainda em Sergipe, muitos grupos estão presentes na história dos municípios de Aracaju, de Divina Pastora, de Itabaiana, de Lagarto, de Laranjeiras, e de São Cristóvão.